# Ricula
Ricula là một chi bướm đêm thuộc phân họ Tortricinae của họ Tortricidae.

## Các loài
- Ricula dubitana Kuznetzov, 1992
- Ricula maculana (Fernald, 1901)